# 버니스 (오클라호마주)

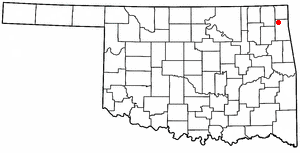

버니스(Bernice)는 미국 오클라호마주 델러웨어군의 도시이다. 2010년 인구 조사에 따르면 이 지역의 인구 수는 562명으로, 2000년 인구 조사 당시 504명에 비해 11.5% 상승한 수치이다. 이 도시는 주로 방학을 보내거나 은퇴 후 삶을 보내는 지역으로 활용되고 있다. "세계의 크래피 낚시의 수도"로 불린다.

## 지리
버니스는 북위 36° 37′ 31″ 서경 94° 54′ 49″ / 북위 36.62528°  서경 94.91361°  (36.625286, -94.913643)의 호스크릭 의 서쪽 둑을 주변으로 위치해 있다.

## 인구
| 인구조사              | 인구 | Note  | %±     |
| --------------------- | ---- | ----- | ------ |
| 1920년                | 198  |       | —      |
| 1930년                | 162  |       | −18.2% |
| 1940년                | 205  |       | 26.5%  |
| 1950년                | 91   |       | −55.6% |
| 1960년                | 100  |       | 9.9%   |
| 1970년                | 189  |       | 89.0%  |
| 1980년                | 318  |       | 68.3%  |
| 1990년                | 330  |       | 3.8%   |
| 2000년                | 504  |       | 52.7%  |
| 2010년                | 562  |       | 11.5%  |
| 2018 (추산)           | 578  | [ 4 ] | 2.8%   |
| U.S. Decennial Census |      |       |        |